# Gabungan Parti Sarawak
La Alianza de Partidos de Sarawak (en malayo: Gabungan Parti Sarawak) abreviado como GPS es una coalición política malasia de tendencia regionalista, con sede en el estado de Sarawak fundada el 12 de junio de 2018 luego de que el Partido de la Herencia Indígena Unido (PBB), el Partido de los Pueblos Unidos de Sarawak (SUPP), el Partido Popular de Sarawak (PRS) y el Partido Democrático Progresista (PDP) abandonaran el Barisan Nasional (Frente Nacional) tras su derrota en las elecciones de 2018.
La coalición se centra en los intereses y derechos del estado basados en el Acuerdo de Malasia y sigue siendo una oposición al gobierno federal del Pakatan Harapan (Pacto de Esperanza) a pesar de declararse dispuesto a "cooperar y colaborar" con él. El 23 de agosto de 2018, su presidente, Abang Abdul Rahman Zohari, anunció que GPS se ha registrado y está a la espera de la emisión de la carta oficial del Registro de Sociedades (RoS). Cuenta con mayoría calificada de dos tercios en la Asamblea Legislativa Estatal de Sarawak, y con 19 de los 31 escaños correspondientes al estado en el Dewan Rakyat.